# Maria Leconte

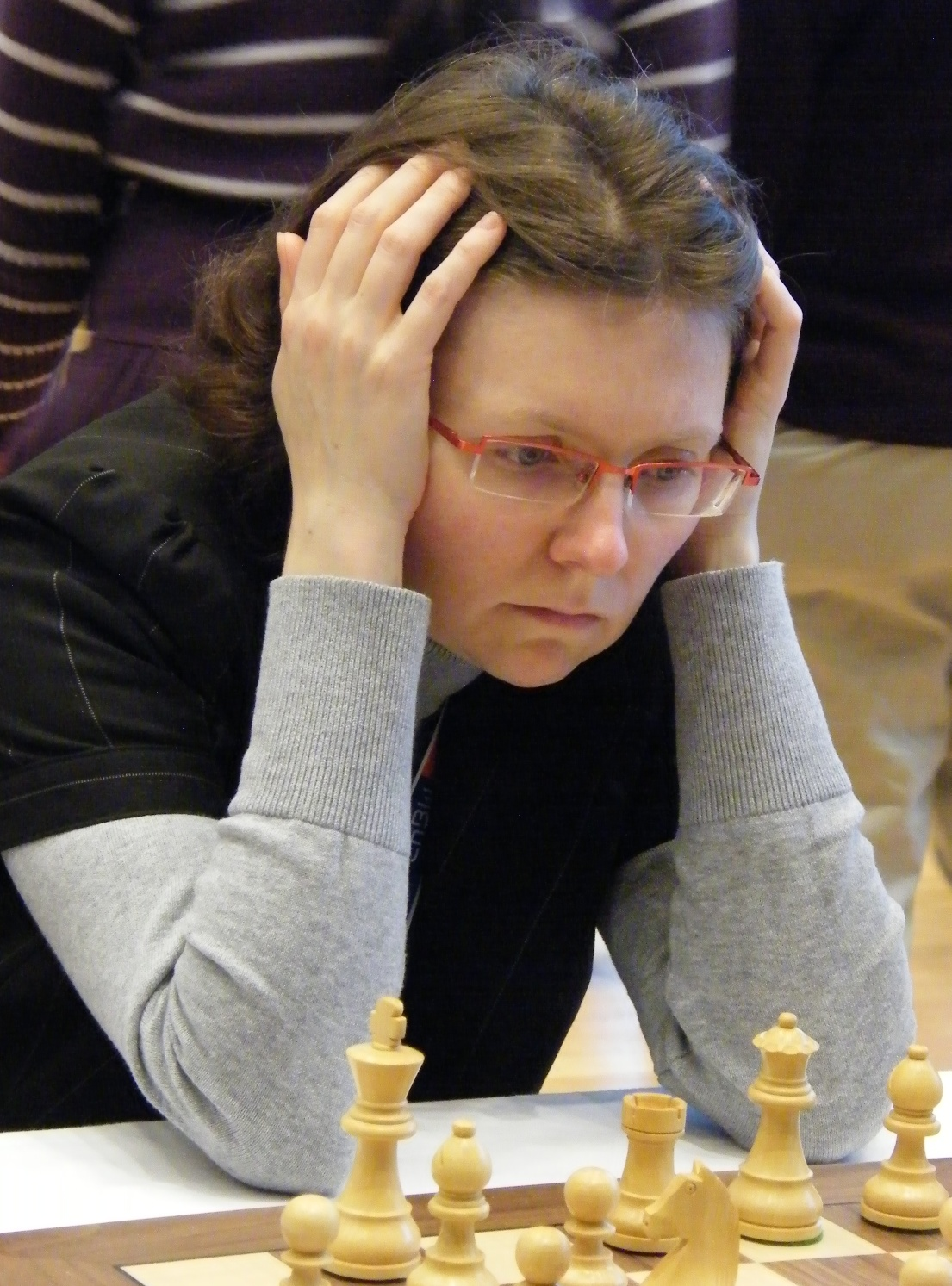
Maria Leconte in 2008

Maria Leconte (Azerbeidzjan, 12 maart 1970) is een Franse schaakster. Zij is sinds 2002 een damesgrootmeester (WGM).
In 1994 nam ze met een groep schakers uit Oekraïne deel aan het open toernooi in Cappelle-la-Grande. Ze ontmoette de Parijse schaker Jean-Olivier Leconte, met wie ze trouwde. Ze is professioneel schaakster en werd in 2001 in Marseille kampioen van Frankrijk bij de vrouwen.
Ze maakte deel uit van het Franse team dat in 2001 in León het Europees schaakkampioenschap voor landenteams won, met Marie Sebag en Roza Lallemand.
Ze maakte deel uit van het Franse team bij de Schaakolympiades in 2000, 2002, 2006 en 2008.
In augustus 2005 speelde zij wederom mee in het toernooi om het Kampioenschap van Frankrijk en eindigde ze met 7.5 punt op de derde plaats. Ook in 2006 werd ze derde bij het Frans kampioenschap, evenals in 2010. In 2008 en 2009 werd ze tweede.

## Externe koppelingen
- (en)   Informatie over schaakpartijen van Maria Leconte op ChessGames.com
- (en)   Informatie over schaakpartijen van Maria Leconte op 365chess.com
- (en)  FIDE-ratinggegevens voor Maria Leconte